# Hrozawa
Hrozawa (biał. Грозава, Грозаў (wariant nazwy), Hrozawa, Hrozau; ros. Грозово, Грозов, Grozowo, Grozow; pol. hist. Hrozów) – agromiasteczko na Białorusi, w rejonie kopylskim obwodu mińskiego, około 16 km na wschód od Kopyla. Do 2015 roku siedziba sielsowietu Hrozawa.

## Historia

### Historia własności majątku
Pierwsza znana dziś wzmianka o Hrozowie pochodzi z I połowy XVI wieku. Wieś ta wtedy należała do rodziny Olelkowiczów. Od 2. połowy XVI wieku do 1. połowy XVII wieku dobra te należały do Wołodkowiczów.
W 2. połowie XVII wieku majątek przeszedł na własność Radziwiłłów. Według niektórych źródeł w XVII wieku należał do rodziny Mierzejewskich. W XVIII wieku stał się własnością Niezabytowskich. Od 1748 roku do początku XIX wieku Hrozów należał do rodziny Horwattów, Serwacy Stanisław Antoni Horwatt był właścicielem Hrozowa na początku XIX wieku. Później władcami tych dóbr zostali znów Mierzejewscy herbu Szeliga. W połowie XIX wieku właścicielem Hrozowa był Seweryn Mierzejewski, powstaniec styczniowy, któremu władze carskie w 1863 roku zajęły Hrozów w sekwestr, z nakazem sprzedaży. Folwark liczył wtedy 1180 mórg Nabył go wówczas ks. Ludwik Wittgenstein (1799–1866). Jego zięć, ks. Chlodwig zu Hohenlohe-Schillingsfürst (1819–1901), kanclerz Rzeszy Niemieckiej i premier Królestwa Prus sprzedał Hrozów w ręce rosyjskie.
Od chwili nabycia majątku przez Ludwika Wittgensteina, dzierżawił go od niego przez wiele lat Karol Kalinowski, brat św. Józefa Kalinowskiego, dowódcy powstania styczniowego na Litwie. Karol zamieszkał w niedalekim Hrozówku (biał. Гразавок), również kupionym przez Wittgensteina, zaś w Hrozowie zamieszkał jego ojciec, Andrzej (1805–1878), były dyrektor Instytutu Szlacheckiego w Wilnie. Hrozów był więc siedzibą rodzin wydziedziczonych Mierzejewskich i Kalinowskich jeszcze przez co najmniej kilkanaście lat po wymuszonej sprzedaży majątku.

### Rozwój miasteczka
| rok  | liczba ludności | liczba domostw |
| ---- | --------------- | -------------- |
| 1690 |                 | 66             |
| 1763 | 267             |                |
| 1800 | 166             | 30             |
| 1845 | 97              | 19             |
| 1870 | 376             | 99             |
| 1886 | 156             |                |
| 1897 | 861             |                |
| 1901 | 1032            | 177            |
| 1917 | 1194            | 188            |
| 1924 | 1007            | 182            |
| 1960 | 656             |                |
| 1971 | 587             | 189            |
| 1992 | 498             |                |
| 1997 | 481             | 197            |
| 1999 | 475             |                |
| 2007 | 428             | 167            |
| 2010 | 427             | 159            |

W 1582 roku istniał we wsi folwark i siedziba szlachecka. Wołodkowicze ufundowali tu (między 1600 a 1720 rokiem) dwa prawosławne klasztory, w których wzniesiono 3 cerkwie. Według spisu z 1650 roku we wsi był dwór (9 budynków), folwark, browar i młyn.
W XVIII wieku wieś otrzymała status miasteczka.
Z czasem klasztor św. Mikołaja przeszedł w ręce unitów. W 1800 roku w miasteczku istniały dwa drewniane klasztory (św. Jana Teologa (Ewangelisty) z cerkwią pw. Zaśnięcia Matki Bożej i św. Mikołaja z cerkwią pod tym samym wezwaniem), kaplica, karczma i młyn. Organizowano regularne jarmarki i cotygodniowe targi. Świątynię unicką zamieniono na cerkiew prawosławną w 1810 roku. Kościół katolicki, wybudowany w latach 1801–1805, został przekształcony w cerkiew prawosławną w 1877 roku. Klasztor św. Jana Teologa został zlikwidowany w 1860 (i zburzony po 1917 roku).
W 1863 roku gmina Hrozów liczyła 1963 dusz męskich w 7 starostwach.

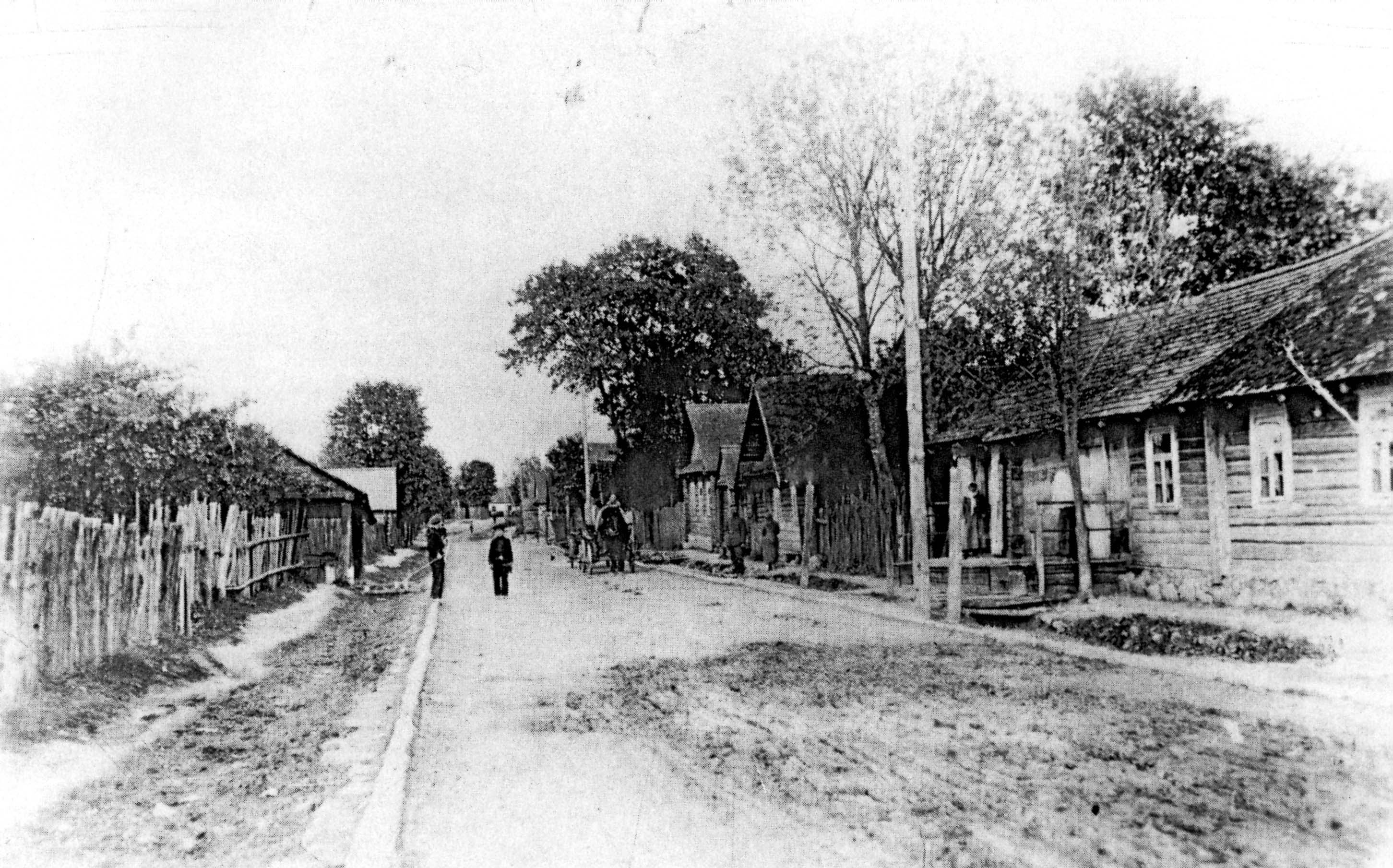
Hrozów w latach 30. XX wieku

W 1864 roku otworzono w Hrozowie szkołę powszechną. W 1870 roku były tu 3 cerkwie prawosławne, kościół i kaplica, dwie synagogi. W 1886 roku działały 3 cerkwie, browar, 3 karczmy, 11 sklepów, szkoła powszechna, dwie szkoły żydowskie. Ze spisu w 1897 roku wynika, że istniał tu wtedy kościół, kaplica, szkoła powszechna, poczta, 24 sklepy, zakład garncarski i 2 karczmy. W 1912 roku działały tu: dwuklasowa wiejska szkoła i jednoklasowa powszechna. W 1917 roku przybyła gorzelnia.
W 1921 roku działała tu piekarnia i punkt felczerski, w 1923 roku – 7-letnia szkoła powszechna, felczer, czytelnia, 6 rzemieślników. Od 1930 roku funkcjonował w Hrozowie kołchoz „Internacjonał”.
W 1938 roku obniżono status miejscowości do poziomu wsi.
W 1997 roku pracowały tu: warsztat mechaniczny, punkt weterynaryjny, szkoła średnia, dom kultury, biblioteka, poczta, ambulatorium i 5 sklepów.
W pierwszej dekadzie XXI wieku Hrozawa otrzymała status agromiasteczka.
Obecnie w Hrozawie działa szkoła, przedszkole, przychodnia lekarska, dwie biblioteki, dom kultury i poczta.

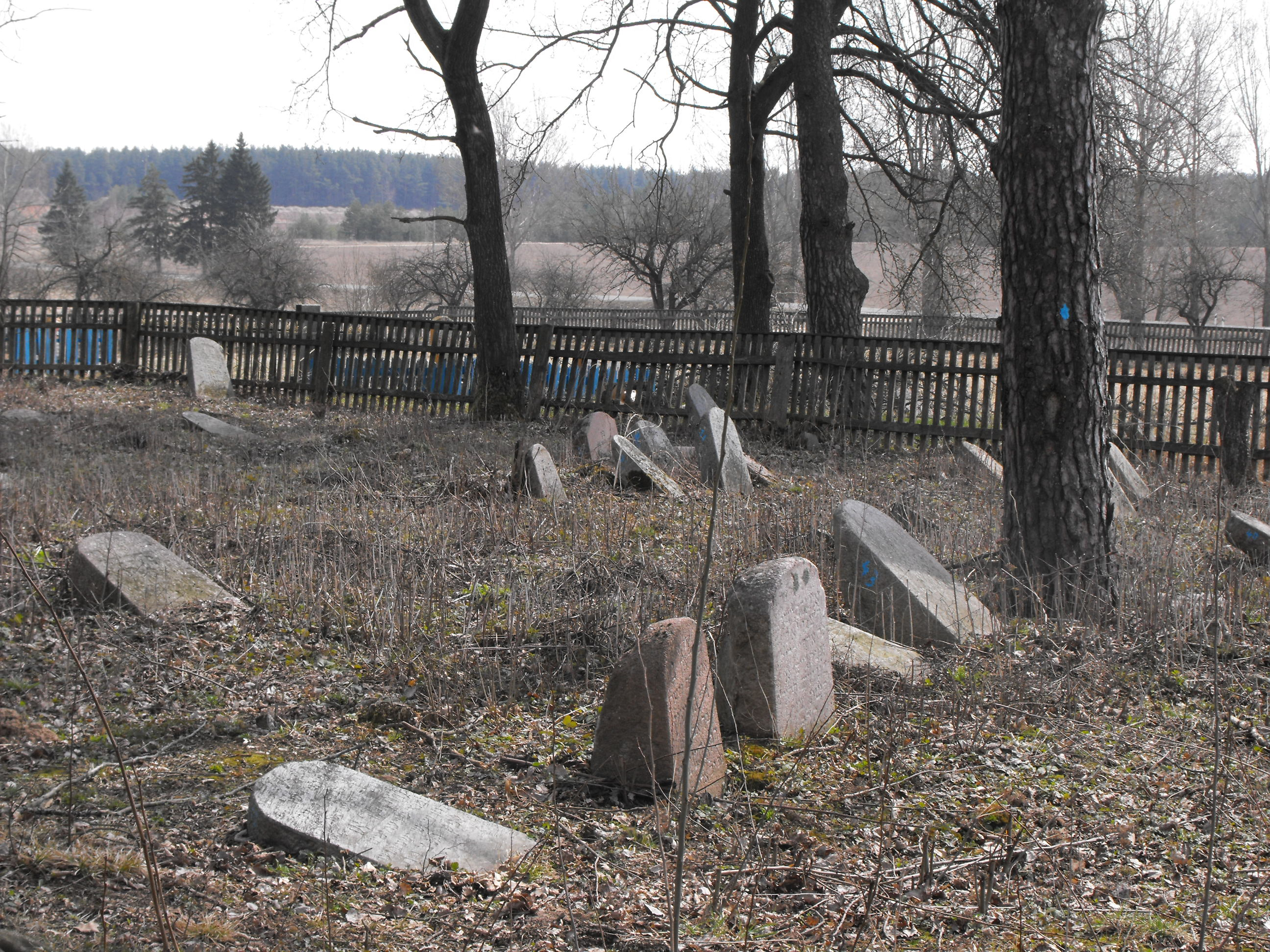
Pozostałości po żydowskim cmentarzu

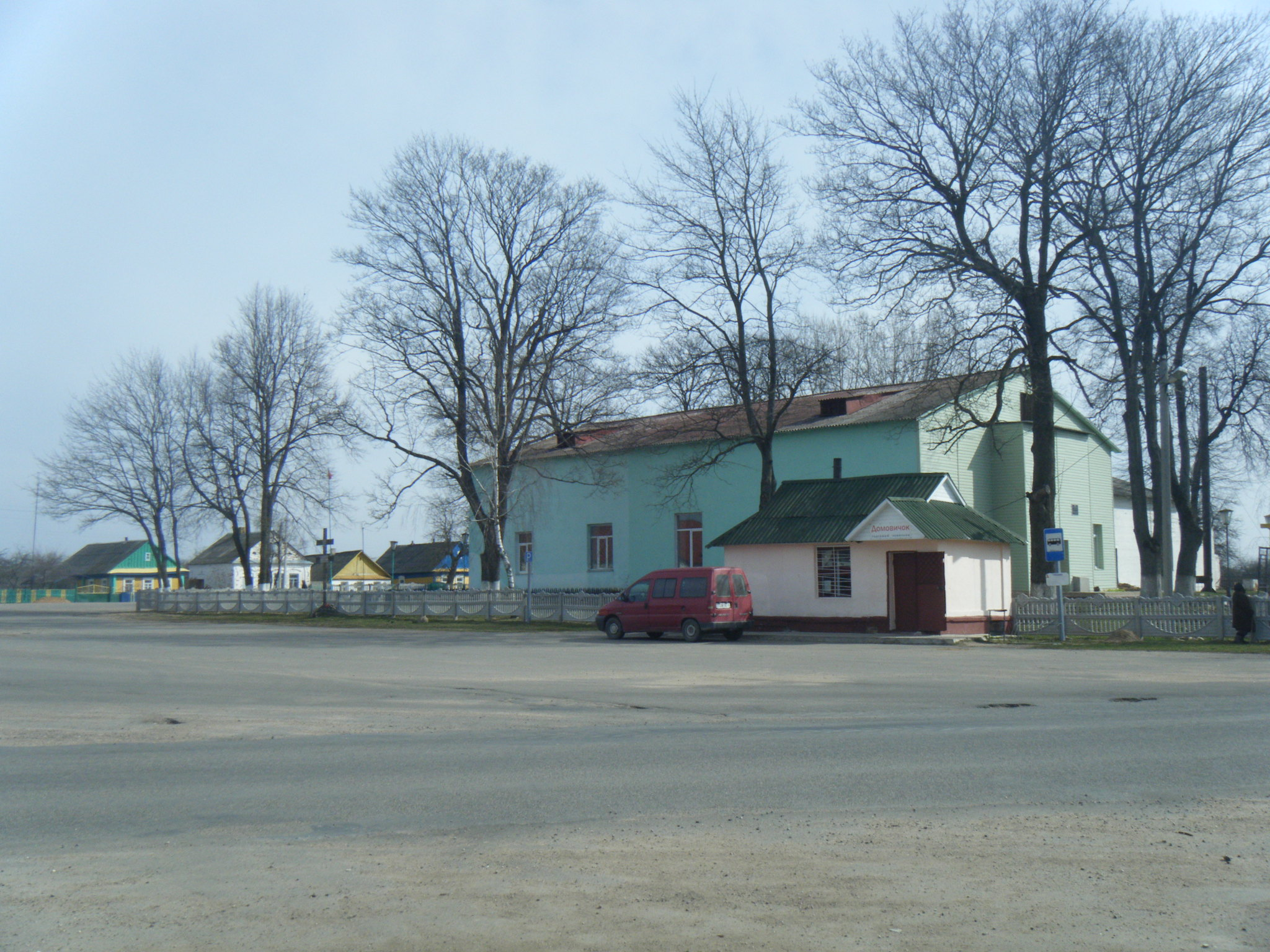
Budynek byłej synagogi w Hrozawie, obecnie cerkiew

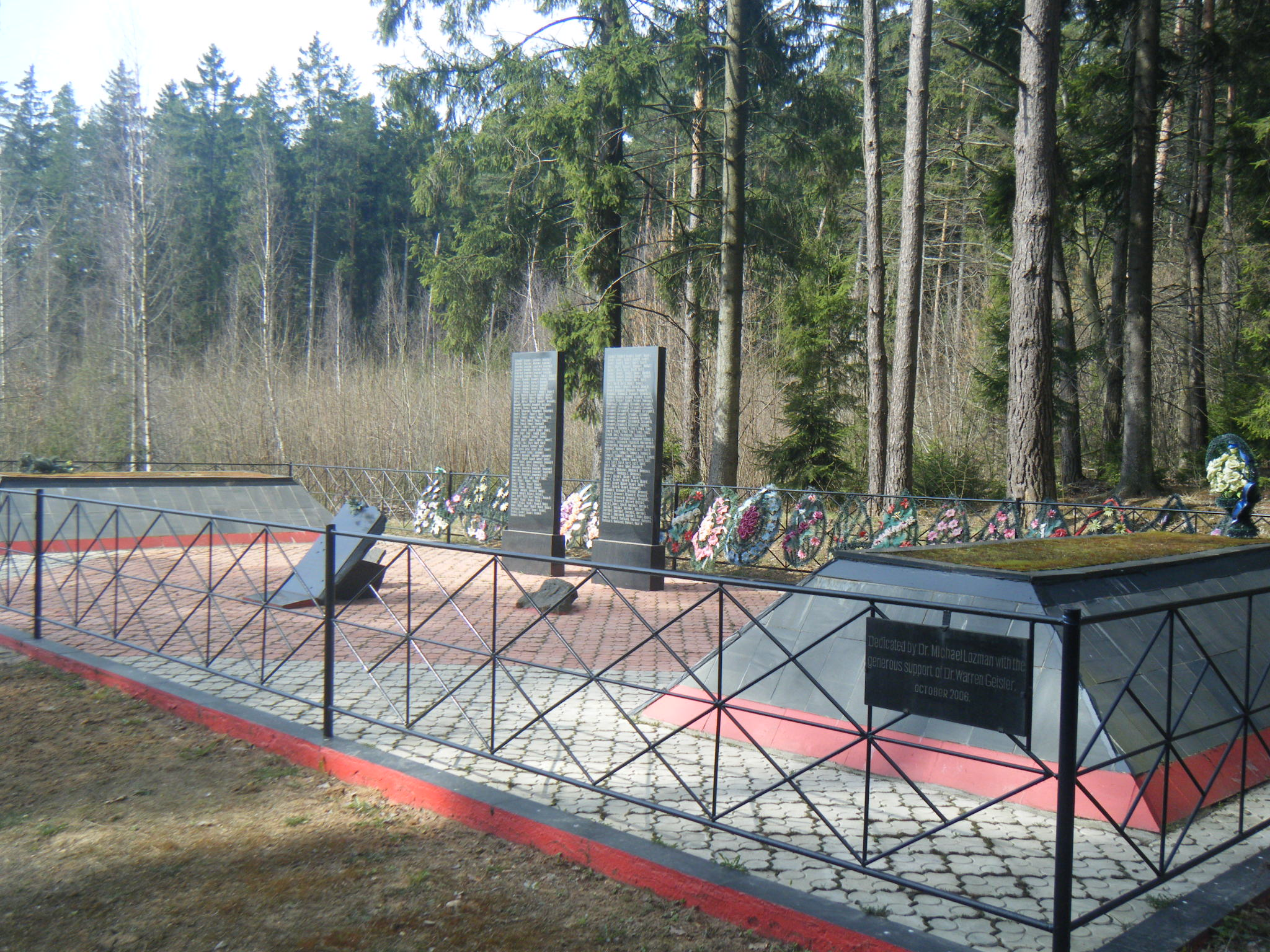
Pomnik hrozowskich Żydów na miejscu ich masowych egzekucji

### Przynależność administracyjna
W I połowie XVI wieku wieś wchodziła w skład księstwa słuckiego. W 1791 roku weszła w skład powiatu słuckiego.
Po II rozbiorze Polski w 1793 roku Hrozów, wcześniej należący do województwa nowogródzkiego Rzeczypospolitej, znalazł się na terenie powiatu słuckiego (ujezdu) guberni mińskiej Imperium Rosyjskiego. W czasie I wojny światowej był przez pewien czas pod administracją niemiecką, a w latach 1919 i 1920 przechodził parę razy pod władzę polską (był wtedy siedzibą gminy Hrozów) i radziecką.
W listopadzie 1920 roku wybuchło powstanie słuckie przeciw nowej władzy radzieckiej. Hrozów wystawił w tym powstaniu Pułk Hrozowski (2 Miejski Pułk Białoruskiej Republiki Ludowej (BRL, a po białorusku – BNR)).
Po ustabilizowaniu się granicy polsko-radzieckiej w 1921 roku Hrozów został przyznany ZSRR, od 1991 roku – na terenie Republiki Białorusi.
W 1924 roku Hrozów został siedzibą sielsowietu. Od 2015 roku siedzibą sielsowietu hrozowskiego jest wieś Kamsamolskaja (biał. Камсамольская).

### Historia społeczności żydowskiej Hrozowa
Już w latach 70. XIX wieku miejscowi Żydzi dysponowali dwiema synagogami i dwiema szkołami. W okresie międzywojennym główny wzrost liczebności miasteczka był spowodowany masowym napływem ludności żydowskiej, stanowili oni wtedy 70% populacji. W szkole żydowskiej nauczano w języku jidysz, istniała żydowska rada wiejska oraz cmentarz żydowski.
Po agresji Niemiec na ZSRR w czerwcu 1941 roku w byłym radzieckim obozie wojskowym w pobliskiej wsi Koniuchy (biał.  Канюхі) zostało urządzone we wrześniu 1941 roku getto, do którego spędzono wszystkich żydowskich mieszkańców Hrozowa i okolic. 18 grudnia 1941 roku prawie wszyscy (poza potrzebnymi jeszcze do różnych prac 74 rodzinami w 6 budynkach) mieszkańcy getta zostali zamordowani w pobliskim lesie. Pozostałe 74 rodziny zostały zabite w lipcu 1942 roku.

## Istniejące i nieistniejące zabytki

### Świątynie
Najstarsze hrozowskie cerkwie monasterskie św. Jana Ewangelisty i św. Mikołaja oraz zabudowania klasztorów sprzed XIX wieku nie zachowały się. Cerkiew Narodzenia Matki Bożej (wybudowana albo zaadaptowana w 1877 roku) też została zburzona w 1965 roku.

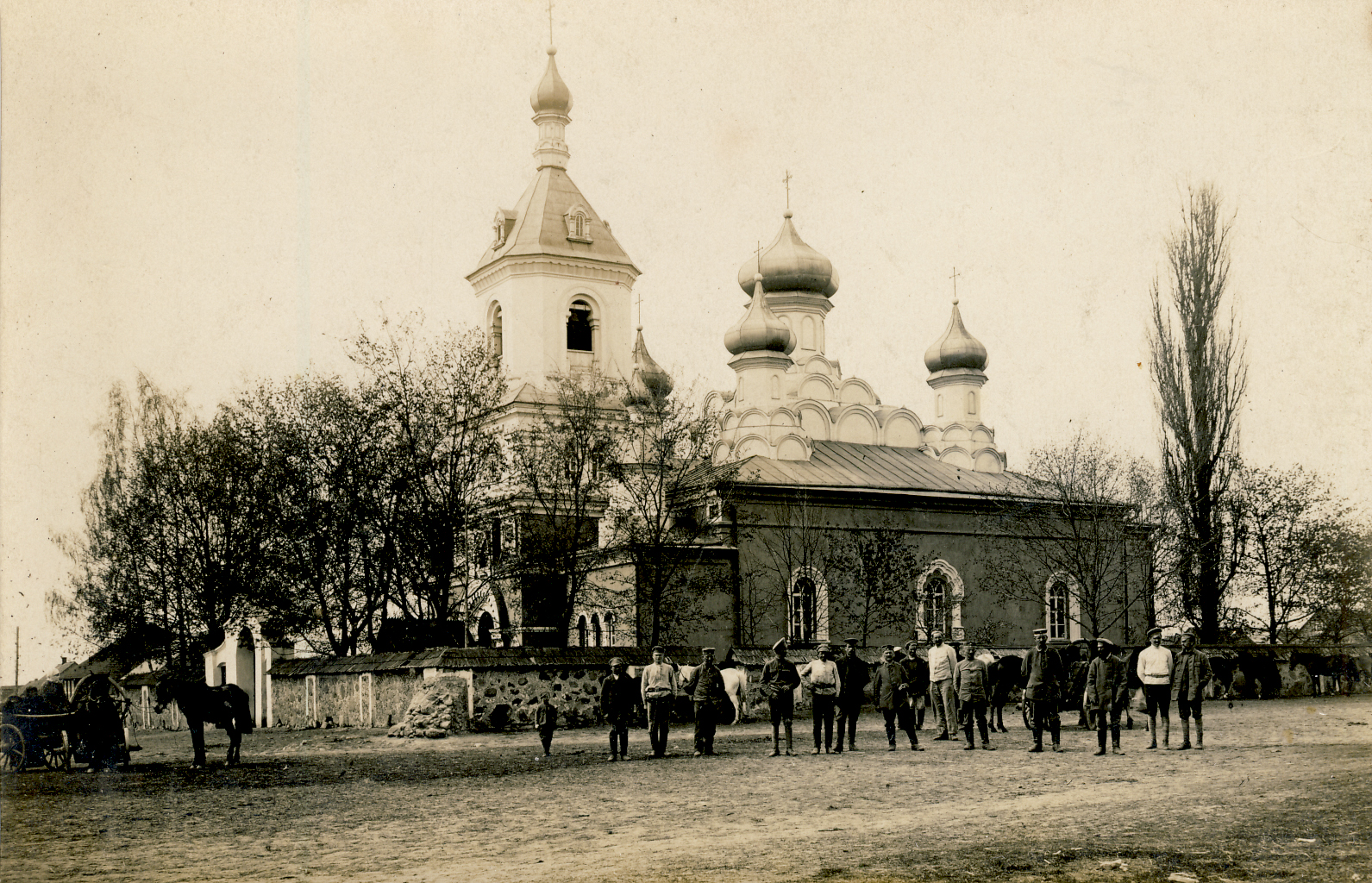
Cerkiew Narodzenia Matki Bożej w 1917 roku

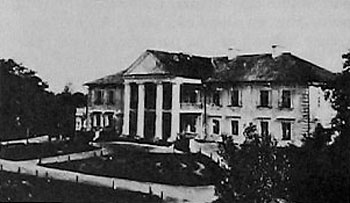
Pałac w 1914 roku

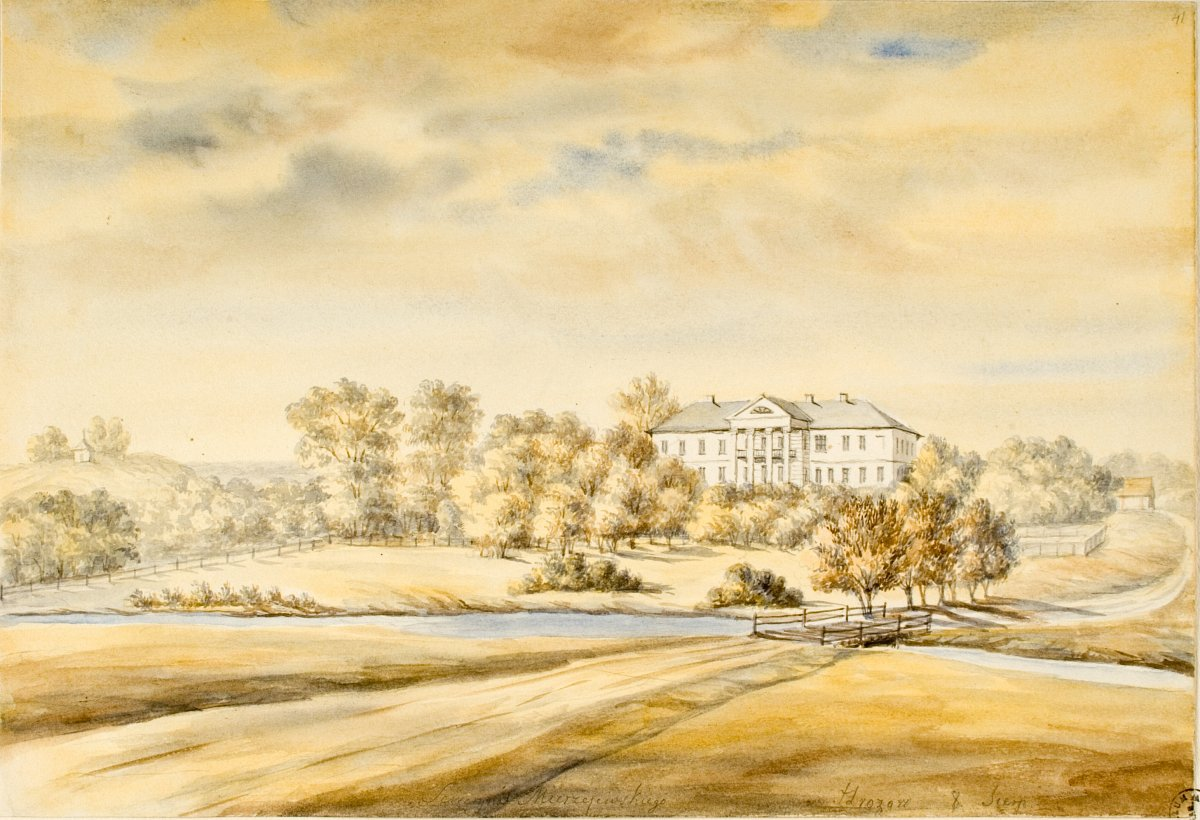
Pałac Mierzejewskich, 1864–1876, szkic Napoleona Ordy

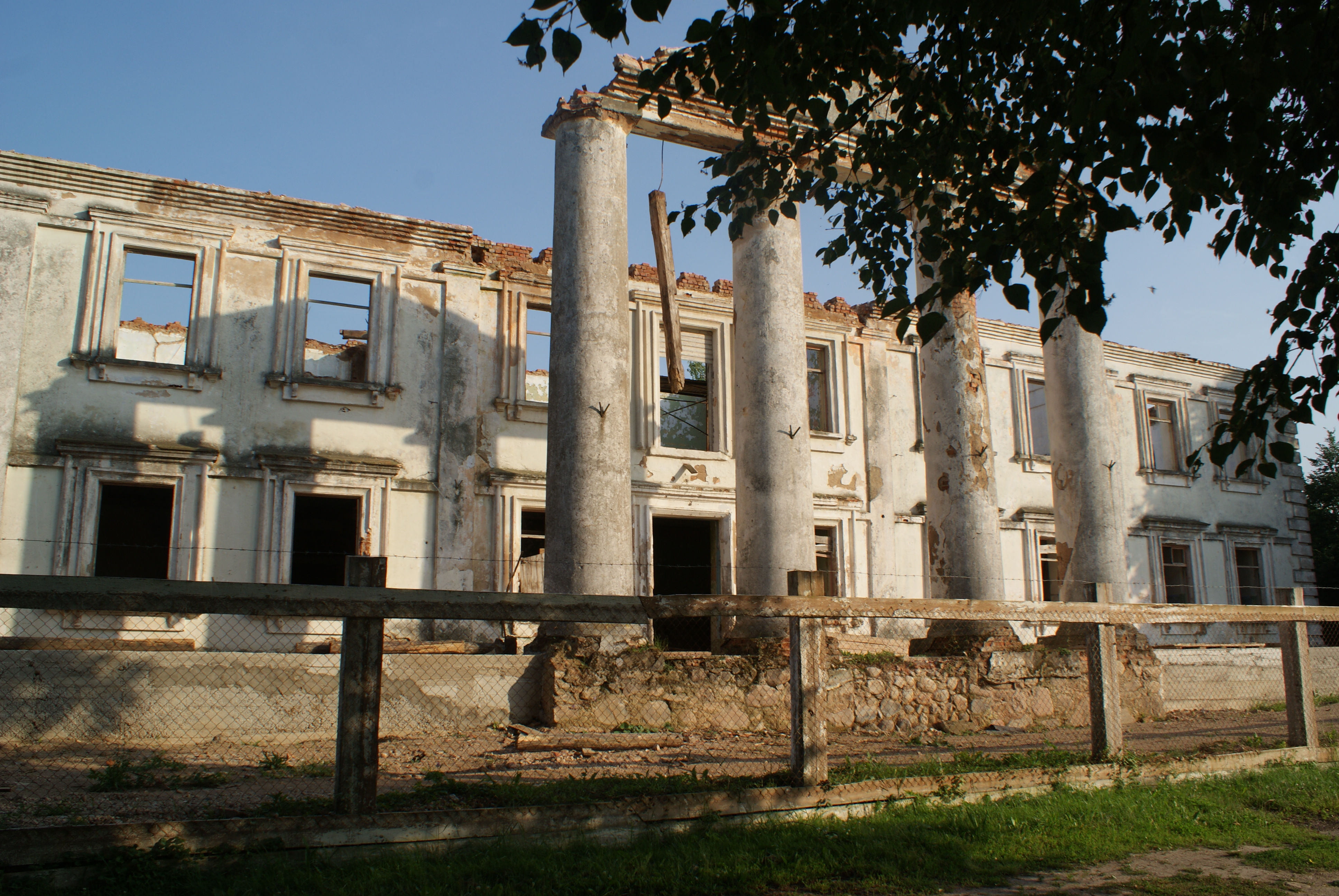
Ruina pałacu, stan obecny, 2012

#### Kościół pw. Zdjęcia z Krzyża Zbawiciela
Kościół ten, wybudowany w latach 1801–1805, w pobliżu starego rynku, został przekształcony w cerkiew prawosławną w 1877 roku. W 1968 roku budynek wyremontowano i przekazano lokalnemu kołchozowi. Obecnie funkcjonuje w nim klub. Przed budynkiem stoi krzyż poświęcony pamięci walk 2 Miejskiego Pułku Białoruskiej Republiki Ludowej przeciw bolszewikom.

#### Synagogi
Zachowała się tylko jedna synagoga, przekształcona obecnie w cerkiew.

### Pałac
Prawdopodobnie Mierzejewscy wybudowali w Hrozowie między połową XVIII a początkiem XIX wieku okazały, klasycystyczny pałac. Był to budynek wzniesiony na planie prostokąta, dwukondygnacyjny, podpiwniczony, przykryty płaskim dachem. Fasadę ozdabiał czterokolumnowy portyk w wielkim porządku, zwieńczony trójkątnym frontonem, pod którym mieścił się balkon, a na parterze – podjazd dla powozów. Naroża zdobione wydatnym boniowaniem. Innymi elementami dekoracyjnymi były mocno zarysowane obramienia okien i drzwi oraz złożony gzyms podokapowy. Wnętrze miało układ dwutraktowy. Na osi, od frontu mieściła się duża sień (hall) z dwutraktowymi schodami, a od strony północnej (od ogrodu) – wielki, wysunięty ryzalitem salon.
Pałac stał wśród niezbyt rozległego parku krajobrazowego. Przed domem znajdował się wielki gazon, poprzecinany alejkami spacerowymi.
Pałac został spalony w czasie II wojny światowej, odbudowano go w latach 1952–1953 i do 1975 roku (albo co najmniej do 1987 roku) funkcjonowała w nim szkoła średnia. Po przekazaniu budynku kołchozowi jego ruina postępuje. Pałac jest otoczony resztką parku krajobrazowego, według innych źródeł nie istnieją nawet resztki parku, posadzono nowe drzewa, zlikwidowano strukturę melioracyjną.
Pałac jest lub był zabytkiem klasycyzmu na Białorusi.
Majątek w Hrozowie został opisany w 2. tomie Dziejów rezydencji na dawnych kresach Rzeczypospolitej Romana Aftanazego.